# أندريس سانتانا
أندريس سانتانا (بالإنجليزية: Andrés Santana)‏ هو لاعب كرة قاعدة دومينيكاوي، ولد في 5 فبراير 1968 في سان بيدرو دي ماكوريس في جمهورية الدومينيكان.

## وصلات خارجية
- أندريس سانتانا على موقعبيزبول رفرنس.كوم (الدوري الرئيسي) (الإنجليزية)
- أندريس سانتانا على موقعبيزبول رفرنس.كوم (الدوري الثانوي) (الإنجليزية)